# Йостен, Патрик
Патрик Йостен (нидерл. Patrick Joosten; 14 апреля 1996 года, Неймеген, Нидерланды) — нидерландский футболист, играющий на позиции вингера.

## Карьера
Является воспитанником НЕКа. Пришёл в академию клуба в 11 лет, закончил её в 2014 году.
6 августа 2020 года перешёл в «Гронинген», подписав с клубом трёхлетний контракт.
В январе 2022 года перешёл на правах аренды в «Камбюр».
1 сентября 2022 года стал игроком кипрского «Аполлона», подписав с клубом двухлетний контракт.

## Достижения
«Виллем II»
- Победитель Первого дивизиона Нидерландов: 2023/24